# Чемпионат мира по лёгкой атлетике в помещении 2018 — бег на 800 метров (мужчины)
Соревнования по бегу на 800 метров у мужчин на чемпионате мира по лёгкой атлетике в помещении 2018 года прошли 2 и 3 марта в британском Бирмингеме на арене «National Indoor Arena».
Действующим зимним чемпионом мира в беге на 800 метров являлся Борис Бериан из США.
Главный претендент на победу Эммануэль Корир из Кении не смог принять участие в соревнованиях из-за проблем с получением британской визы. За месяц до старта чемпионата мира он показал лучший результат сезона в мире, рекорд Африки и четвёртый результат в истории бега на 800 метров в помещении — 1.44,21.

## Медалисты

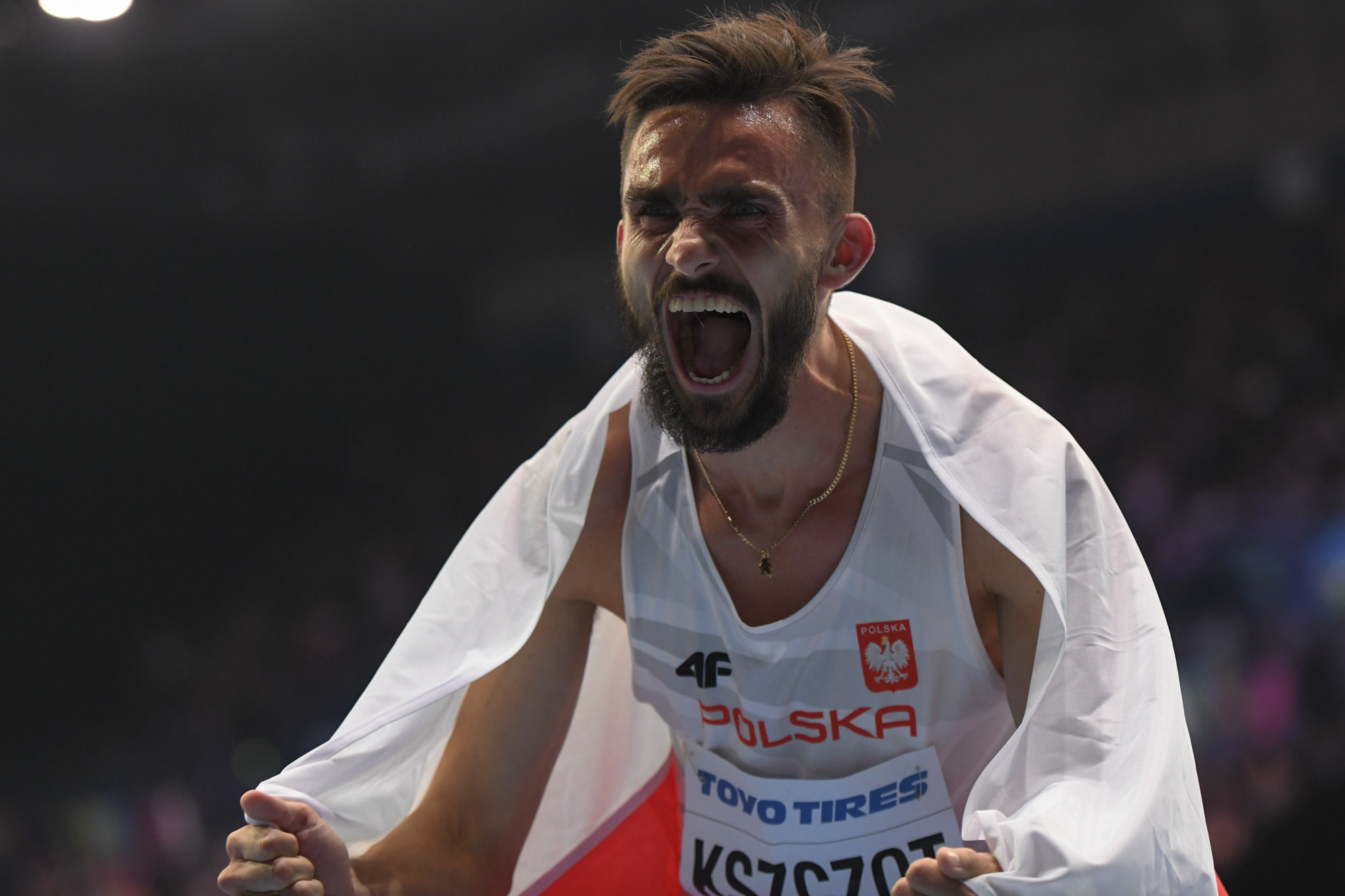
Адам Кщот впервые выиграл чемпионат мира в помещении

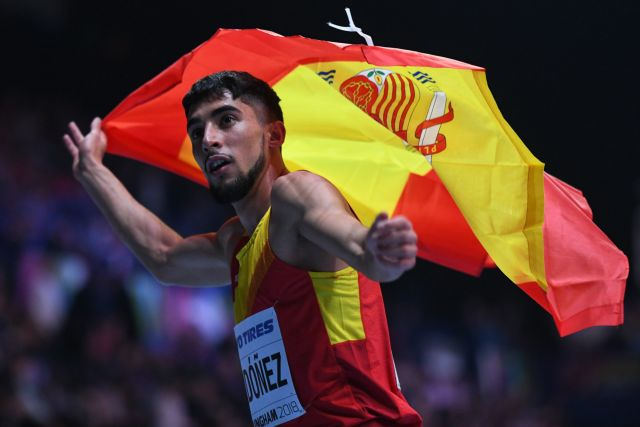
Бронзовый призёр Саул Ордоньес

| Золото           | Серебро       | Бронза                |
| Адам Кщот Польша | Дрю Уиндл США | Саул Ордоньес Испания |

## Рекорды
До начала соревнований действующими были следующие рекорды в помещении.
| Мировой рекорд                 | Уилсон Кипкетер (Дания) | 1.42,67 | Париж, Франция | 9 марта 1997   |
| Рекорд чемпионатов мира        | Уилсон Кипкетер (Дания) | 1.42,67 | Париж, Франция | 9 марта 1997   |
| Лучший результат сезона в мире | Эммануэль Корир (Кения) | 1.44,21 | Нью-Йорк, США  | 3 февраля 2018 |

## Расписание
| Дата         | Время | Раунд соревнований     |
| ------------ | ----- | ---------------------- |
| 2 марта 2018 | 19:13 | Предварительные забеги |
| 3 марта 2018 | 19:35 | Финал                  |

Время местное (UTC±00:00)

## Результаты
Обозначения: Q — Автоматическая квалификация | q — Квалификация по показанному результату | WR — Мировой рекорд | AR — Рекорд континента | CR — Рекорд чемпионатов мира | NR — Национальный рекорд | WL — Лучший результат сезона в мире | PB — Личный рекорд | SB — Лучший результат в сезоне | DNS — Не стартовал | DNF — Не финишировал | DQ — Дисквалифицирован

### Предварительные забеги
Квалификация: первые 2 спортсмена в каждом забеге (Q) плюс 2 лучших по времени (q) проходили в финал.

На старт в 2 забегах вышли 10 легкоатлетов.
| Место | Атлет             | Гражданство    | Забег | Результат | Примечания |
| ----- | ----------------- | -------------- | ----- | --------- | ---------- |
| 1     | Альваро Де Арриба | Испания        | 1     | 1:45.44   | Q          |
| 2     | Эллиот Джайлс     | Великобритания | 1     | 1:45.46   | Q, PB      |
| 3     | Дрю Уиндл         | США            | 1     | 1:45.52   | q, PB      |
| 4     | Адам Кщот         | Польша         | 2     | 1:47.02   | Q          |
| 5     | Мостафа Смаили    | Марокко        | 2     | 1:47.08   | Q          |
| 6     | Саул Ордоньес     | Испания        | 2     | 1:47.11   | q          |
| 7     | Андреас Крамер    | Швеция         | 1     | 1:47.21   |            |
| 8     | Хамада Мохаммед   | Египет         | 1     | 1:47.65   | NR         |
| 9     | Антуан Гакеме     | Бурунди        | 2     | 1:49.66   | SB         |
| 10 !  | Донован Брейзир   | США            | 2     | DQ        |            |

### Финал

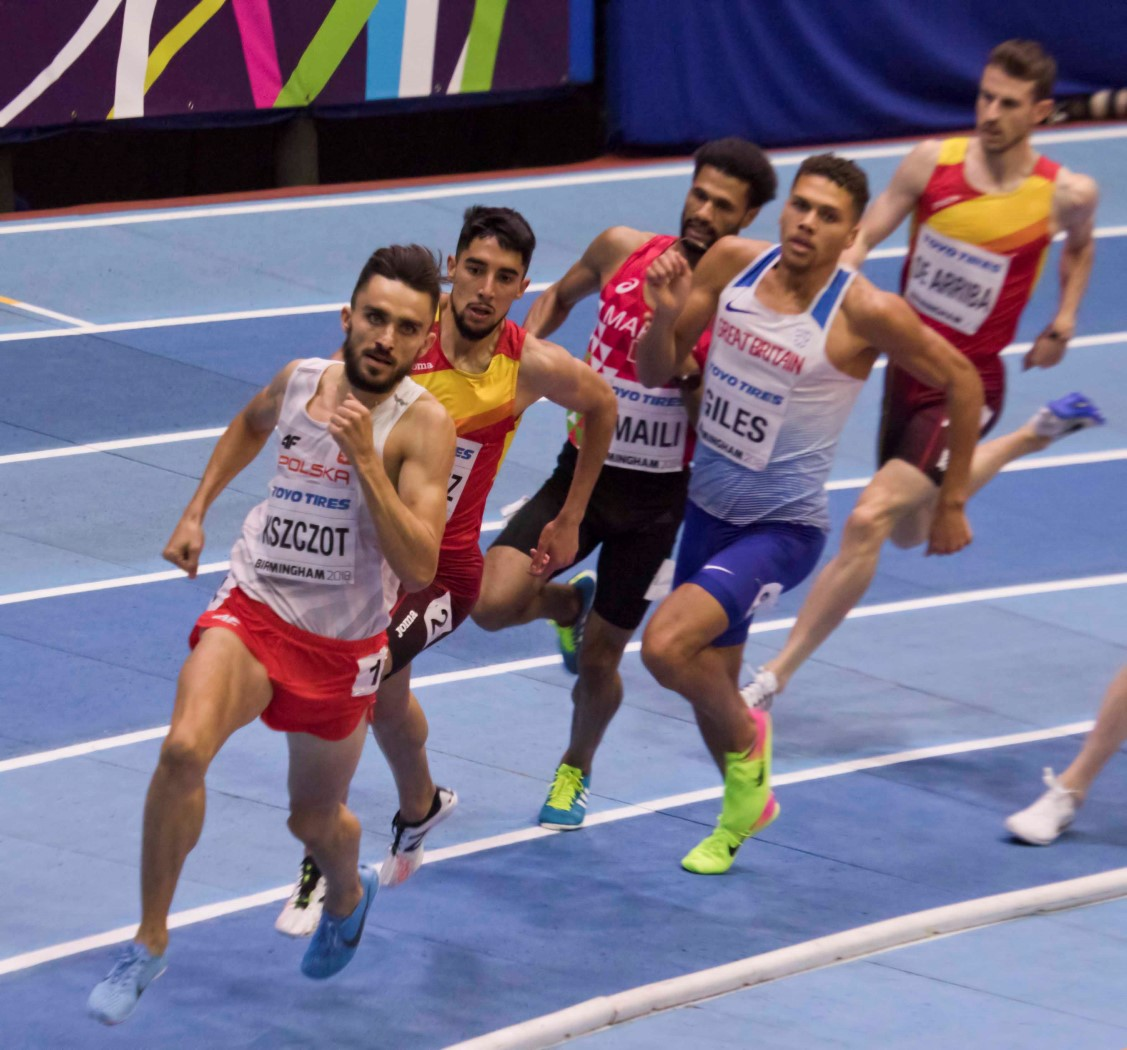
Финал

Финал в беге на 800 метров у мужчин состоялся 3 марта 2018 года. После спокойного начала (первые 400 метров — 55,77) темп вырос стараниями Адама Кщота из Польши и испанца Саула Ордоньеса, подхватившего его рывок. За круг до финиша Кщот вышел вперёд и больше никому не отдал лидерство. С учётом бронзы в 2010 году и серебра в 2014-м польский бегун собрал полный комплект медалей зимнего чемпионата мира. Американец Дрю Уиндл на последних 40 метрах смог выбраться с пятого места на второе, но был дисквалифицирован сразу после финиша за создание помехи сопернику по ходу дистанции. После апелляции команды США наказание было снято, и спортсмен получил серебряную медаль.
| Место | Атлет             | Гражданство    | Результат | Примечания |
| ----- | ----------------- | -------------- | --------- | ---------- |
| 1     | Адам Кщот         | Польша         | 1:47.47   |            |
| 2     | Дрю Уиндл         | США            | 1:47.99   |            |
| 3     | Саул Ордоньес     | Испания        | 1:48.01   |            |
| 4     | Эллиот Джайлс     | Великобритания | 1:48.22   |            |
| 5     | Альваро Де Арриба | Испания        | 1:48.51   |            |
| 6     | Мостафа Смаили    | Марокко        | 1:48.75   |            |